# Société à risque illimité
 (mars 2012).
Si vous disposez d'ouvrages ou d'articles de référence ou si vous connaissez des sites web de qualité traitant du thème abordé ici, merci de compléter l'article en donnant les références utiles à sa vérifiabilité et en les liant à la section « Notes et références ».
En droit français, une société à risque illimité est une société dont la responsabilité pécuniaire des associés n'est pas limitée à leur apport. Les sociétés à risque illimité peuvent être civiles (société civile) ou commerciales, (société en commandite par actions, société en nom collectif, société en commandite simple). L'associé de la société à risque illimité est donc tenu à la fois de la contribution aux pertes et de l'obligation à la dette.
Ce modèle est opposé à celui dans lesquels les associés ou actionnaires voient leur responsabilité limitée au montant de leurs apports.